# Can Mònic
Can Mònic és un conjunt d'edificacions del municipi de Granollers (Vallès Oriental) protegides com a bé cultural d'interès local.

## Descripció
Conjunt de sis habitatges aïllats construïts el 1923 de la tipologia ciutat jardí alineades al carrer en planta baixa. Tenen sòcol de pedra, mentre que la resta és arrebossada. Cobertes a dues aigües amb el capcer trencat. Les finestres, d'estil modernista, estan emmarcades per maó,. Els elements formals (ferro, sanefes i llindes) pertanyen al llenguatge modernista.
Formen part de la Ruta Modernista de Granollers.

## Història
Les torres de Can Monic pertanyen al barri del lledoner, situat a l'extrem Nord de Granollers, molt a prop de les Franqueses del Vallès. El barri del Lledoner estava situat a la vora del Camí Reial, prolongació de l'actual carrer de Corró granollerí, on hi havia un hostal. Amb l'obertura de la nova carretera, la població s'anà establint a les voreres d'aquesta, formant així una perllongació del carrer principal de Granollers i seguint les línies de creixença de Granollers.
El promotor de les sis edificacions, dedicades a famílies obreres, va ser Jaume Corbera i Tiana, empresari granollerí enriquit arran de l'auge de la indústria tèxtil.